# طب الأطفال الدولية
طب الأطفال الدولية (بالإنجليزية: Pediatrics International)‏ هي مجلة تُعنى بطب الأطفال وتعتمد على مراجعة الأقران، تُنشر باللغة الإنجليزية من قبل جمعية طب الأطفال اليابانية.